# Salpesia soricina
Salpesia soricina är en spindelart som beskrevs av Simon 1901. Salpesia soricina ingår i släktet Salpesia och familjen hoppspindlar. Inga underarter finns listade i Catalogue of Life.